# Frances Wood (bibliothécaire)
Pour l’article homonyme, voir Frances Wood.
Frances Wood (Chinois 吴芳思 ; née en 1948) est une bibliothécaire, sinologue et historienne britannique connue pour ses écrits sur l'histoire chinoise, notamment Marco Polo, la vie dans les ports du traité chinois et le premier empereur de Chine.

## Biographie
Wood est née à Londres en 1948, et étudie à l'école d'art de Liverpool en 1967, avant d'aller au Newnham College, Université de Cambridge, où elle étudie le chinois. Elle se rend en Chine pour étudier le chinois à l'Université de Pékin en 1975-1976.

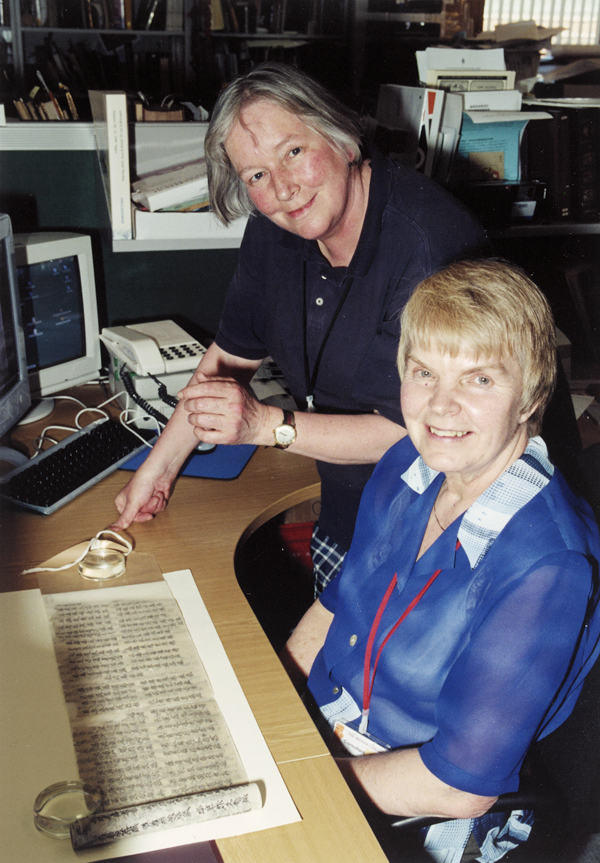
Frances Wood (debout) avec la tangutologue russe Ksenia Kepping en mars 2001

Wood rejoint la British Library à Londres en 1977 en tant que conservatrice junior, puis est conservatrice des collections chinoises jusqu'à sa retraite en 2013,. Elle est également membre du comité directeur de l'International Dunhuang Project  et rédactrice en chef des Transactions de l'Oriental Ceramic Society.
Elle soutient dans son livre de 1995, Est-ce que Marco Polo est allé en Chine ?, que le livre de Marco Polo (Il Milione) n'est pas le récit d'une seule personne, mais un recueil de récits de voyageurs. Les affirmations de ce livre sur les voyages de Polo sont fortement critiquées par Stephen G. Haw, David O. Morgan et Peter Jackson comme manquant de rigueur académique de base.
En mai 2012, elle apparait sur In Our Time sur BBC Radio 4, parlant de Marco Polo et à nouveau dans l'épisode de 2015 sur le légalisme chinois. En décembre 2012, elle passe dans l'émission spéciale Christmas University Challenge en tant que membre de l'équipe du Newnham College de Cambridge.